# Østbroen (borgerliste)
Østbroen er en borgerliste i Randers Kommune, som blev stiftet i foråret 2021. Østbroen stillede op til kommunalvalget den 16. november 2021 og fik 3.911 stemmer.
Valgresultatet gav listen to mandater, og ud af de opstillede ni kandidater blev spidskandidaten Erik Bo Andersen og Peter Møller Kjeldsen.

## Opstilling
Ifølge Østbroens hjemmeside, arbejder listen for "en Østbro med en komplet ringforbindelse, og at planerne om den såkaldte Klimabro med “en halv ringgade løsning” skal droppes". Listen blev grundlagt som reaktion på den såkaldte klimabro, som byrådet vedtog med et flertal på 28 ud af 31 byrådsmedlemmer. Beslutningen om at arbejde videre med en klimabro blev vedtaget af Randers' byråd den 6. november 2017.
Spidskandidaten Erik Bo Andersen blev valgt til byrådet med det næsthøjeste personlige stemmetal i kommunen på 1.658 stemmer. Østbroen blev dog ikke inkluderet i den konstitueringsaftale, som blev indgået på valgnatten.